# José María Arguedas
José María Arguedas Altamirano (Andahuaylas, Perú, 18 de gener de 1911 - Lima, 2 de desembre de 1969) va ser un escriptor i antropòleg peruà, reconegut pel seu treball literari (en castellà i en quítxua), a més de per la seva tasca de recopilació del folklore de la seva terra.